# Arba’a Kabira
Arba’a Kabira (arab. أربعة كبيرة) – wieś w Syrii, w muhafazie Aleppo. W 2004 roku liczyła 1975 mieszkańców.